# OTO/Ansaldo 381/50
Il cannone 381/50 Modello 1934 fu la più potente arma balistica sviluppata dall'industria bellica italiana e il cannone navale con la gittata maggiore fra quelli operativi in quel periodo di guerra, il cui progetto fu sviluppato a partire dal 1934 per equipaggiare le navi da battaglia della classe Littorio.
La Regia Marina pianificò nel 1932 la costruzione di due moderne navi da battaglia; la costruzione fu avviata nel 1934 e   furono battezzate Littorio e Vittorio Veneto. Nello stesso anno fu decisa la costruzione di altre due navi da battaglia, la cui costruzione fu avviata nel 1938 cui furono assegnati i nomi Roma e Impero, mai completata.
Per le nuove unità furono progettati nuovi cannoni da 381 mm i cui studi furono avviati nel 1934.
Le quattro corazzate (tranne la Impero, che non fu mai completata) furono equipaggiate da tre torri trinate, nove cannoni per nave.

## Caratteristiche
Il cannone aveva una gittata massima superiore a quella di tutte le altre navi da battaglia della seconda guerra mondiale, nonostante la sua massima elevazione di soli 36° fosse modesta; oltre a questo, la loro alta velocità iniziale (superiore a quella di tutti i contemporanei calibri) e la pesantezza della munizione (oltre 880 kg) consentivano una eccellente capacità perforante, confrontabile con i cannoni da 406 e 460 mm di produzione americana e giapponese; una corazza da 350 mm era perforabile ad oltre 25 km, mentre a breve distanza la perforazione possibile era di circa 80 centimetri. La perforazione delle corazze verticali era assai elevata a causa della velocità dei proiettili, ma essendo la traiettoria anche molto tesa, data la ridotta elevazione, la perforazione delle armature orizzontali, essenziale nel tiro curvo da lunga distanza era inferiore a quella dei cannoni da 381 inglesi (che avevano un'elevazione di 30°) a pari gittata, poiché i proiettili colpivano con un'angolazione più vicina alla verticale (ma i cannoni italiani potevano raggiungere e superare questi valori a distanze superiori) e appena migliore di quelli tedeschi.

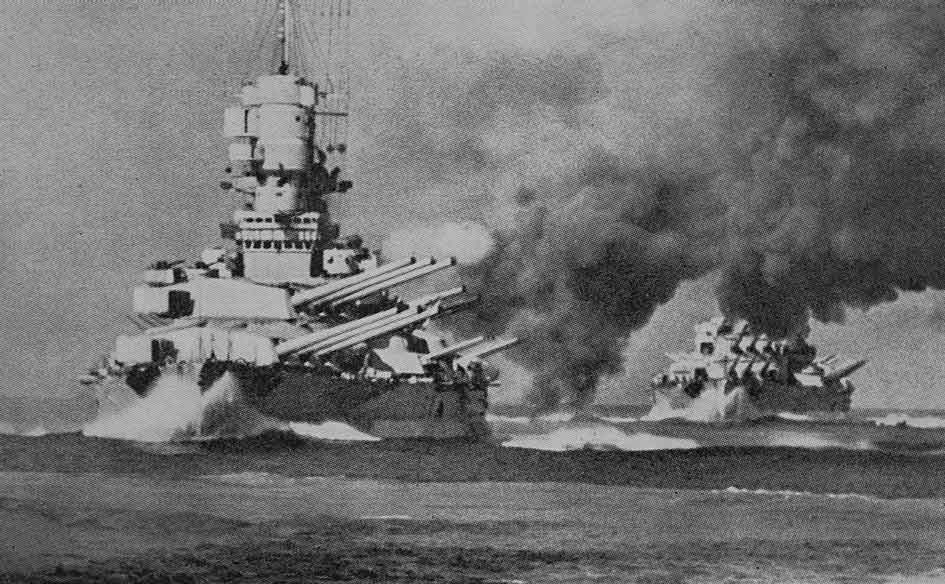
I cannoni da 381 della corazzata Vittorio Veneto durante la battaglia di Capo Teulada

La cadenza di tiro era ridotta, un colpo ogni 45 secondi,; ciascun pezzo era separato dall'adiacente da una paratia corazzata. I cannoni avevano un'anima ricambiabile a freddo che doveva essere cambiata con una frequenza eccessiva: il totale stimato di colpi sparabili era di 140 ma la vita utile dell'anima del cannone non superava i 220 colpi a carica ridotta e la durata della canna era circa la metà di altre marine.
La dispersione di tiro era molto elevata, per l'alta velocità iniziale dei proiettili (problema di molti cannoni italiani, specialmente quelli da 152 mm e 203 mm più datati, soprattutto per l'eccessiva vicinanza tra loro) e per la qualità scarsa e non omogenea delle munizioni, problema che aveva già afflitto i cannoni italiani nella prima guerra mondiale e che si protrasse nella seconda.
Altri inconvenienti erano la ridotta riserva di munizioni e problemi di brandeggio che in alcuni casi ne limitavano l'efficacia.
La costruzione dei cannoni fu commissionata all'Ansaldo di Genova (i cannoni per la Littorio e la Impero, più tre  altri per la Roma) e alla Odero-Terni-Orlando di La Spezia (i cannoni della Vittorio Veneto e sei cannoni della corazzata Roma).
Le torri avevano un peso di 1.595 t con una corazzatura massima sulla piastra frontale di 350 mm. La torre poggiava su di un piano di rotolamento a rulli (la virola)  con un angolo di orientazione max che andava tra +160° e -160° per la torre poppiera, ma per problemi dovuti alle onde d'urto, erano solitamente usate tra +-120°, con una velocità di rotazione di 6 gradi al secondo. L'elevazione oscillava tra -5,5° e +36° con una velocità di elevazione di 6 gradi/s, e la ricarica avveniva all'elevazione fissa di +15°. Nel caso di calcatoio principale danneggiato, uno secondario permetteva la ricarica a -2°.

## Gittata
| Gittata | Elevazione | angolo di caduta | Velocità |
| ------- | ---------- | ---------------- | -------- |
| 10 km   | 4° 24′     | 5°               | 687 m/s  |
| 15 km   | 7° 12′     | 8° 39′           | 620 m/s  |
| 20 km   | 10° 36′    | 13° 24′          | 563 m/s  |
| 25 km   | 14° 27′    | 19° 18′          | 524 m/s  |
| 30 km   | 19° 12′    | 26° 6′           | 498 m/s  |
| 35 km   | 24° 39′    | 37° 36′          | 483 m/s  |

## Galleria d'immagini

Immagini del cannone in costruzione
il cannone in costruzione
La culatta del cannone
I tubi del cannone